# ZEB2
ZEB2 (Zinc finger E-box-binding homeobox 2, homebox 2 con dita di zinco legante gli Enhancer-Box) è una proteina codificata nell'uomo dal gene ZEB2. 
La proteina ZEB2 è un fattore di trascrizione che gioca un ruolo nei pathways di segnalazione del transforming growth factor β (TGFβ). Queste vie di segnalazione sono essenziali durante le fasi precoci dello sviluppo fetale.
ZEB2 (precedentemente conosciuta anche come SMADIP1, SIP1) insieme al suo paralogo nel mammifero ZEB1 appartiene alla famiglia Zeb, a sua volta afferente alla classe dei fattori di trascrizione a dita di zinco (ZF= zinc finger) con omeodominio.

## Struttura e Funzione

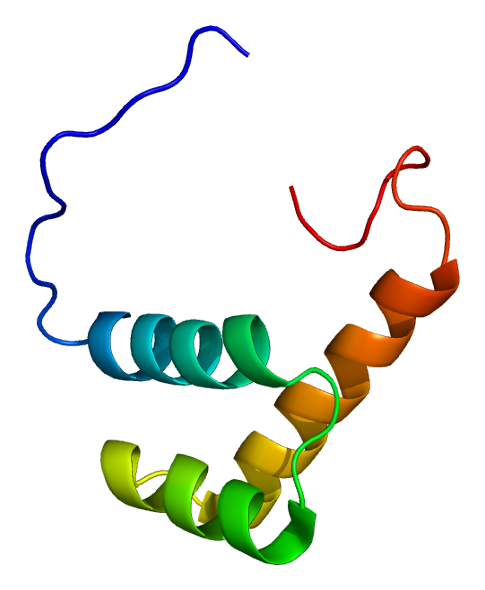
Struttura tridimensionale del dominio homebox di ZEB2.

La proteina ZEB2 ha 8 dita di zinco e 1 omeodominio. La struttura dell'omeodominio è mostrata sulla destra.
ZEB2 interagisce con le SMADs (attivate da recettore con azione ad ampio raggio). L'attivazione dei recettori del TGFβ porta infatti alla fosforilazione di diverse molecole effettrici intracellulari, tra cui le R-SMADs. ZEB2 è una proteina che lega le R-SMADs e agisce come corepressore trascrizionale.

## Espressione di ZEB2 nei tessuti differenziati
I trascritti di ZEB2 sono presenti in tessuti differenziati dalla cresta neurale come:
- gangli dei nervi cranici;
- gangli dei nervi spinali (delle radici dorsali);
- catene dei gangli simpatici;
- sistema nervoso enterico;
- melanociti.

ZEB2 può trovarsi anche in altri tessuti non derivati dalla cresta neurale, come ad esempio:
- parete del tratto digestivo;
- rene;
- muscolo scheletrico.

## Ruolo di ZEB2 nella clinica
Le mutazioni del gene ZEB2 (o addirittura delezioni complete) sono associate alla Sindrome di Mowat–Wilson. 
Le mutazioni del gene possano anche portare alla formazione di una proteina ZEB2 non funzionante o inattivare addirittura la funzione del gene.
Questi deficit di ZEB2 interferiscono con lo sviluppo di molti organi. La maggior parte dei sintomi può essere spiegata a causa dello sviluppo irregolare delle strutture che derivano dalla cresta neurale.
La malattia di Hirschsprung può presentare diversi sintomi che possono essere spiegati dall'assenza di ZEB2 durante lo sviluppo dei nervi del tratto digestivo. Questa patologia causa una costipazione severa insieme ad un ingrandimento del colon.